# كريستوبال جيل مارتين
كريستوبال جيل مارتين (بالإسبانية: Cristóbal Gil Martín)‏ (5 فبراير 1992 بمالقة في إسبانيا - ) هو لاعب كرة قدم إسباني في مركز الوسط. لعب مع خيمناستيك طركونة وكولتورال ديبورتيفا ليونيسا ونادي ألميريا ونادي ألميريا ب.

## وصلات خارجية
- كريستوبال جيل مارتين على موقع قاعدة بيانات كرة القدم.إي يو (الإنجليزية)
- كريستوبال جيل مارتين على موقع Soccerway.com (الإنجليزية)
- كريستوبال جيل مارتين على موقع AS.com (الإسبانية)